# 委内瑞拉奥林匹克委员会
委内瑞拉奥林匹克委员会（西班牙語：Comité Olímpico Venezolano，IOC编码：VEN）是代表委内瑞拉的国家奥林匹克委员会。委内瑞拉奥林匹克委员会成立于1935年，并于同年获得国际奥林匹克委员会的认可。该组织也是泛美体育组织的成员。

## 外部连结
- 官方网站 （西班牙文）